# Dilraba Dilmurat

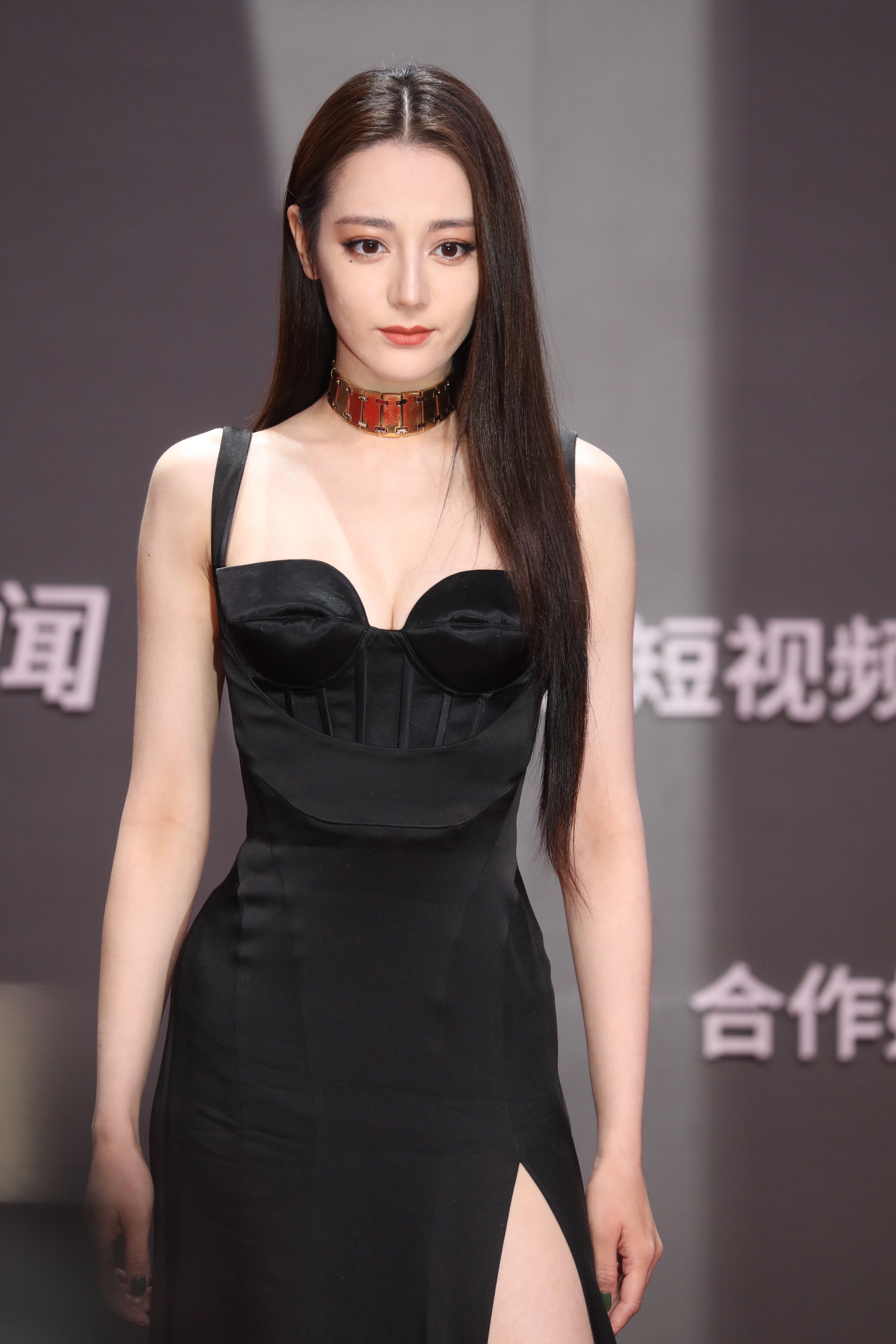
Dilraba Dilmurat (2020)

Dilraba Dilmurat (uigurisch دىلرەبا دىلمۇرات Dilreba Dilmurat chinesisch 迪麗热巴·迪力木拉提 / 迪丽热巴·迪力木拉提, Pinyin Dílìrèbā Dílìmùlātí, Jyutping Dik6lai6jit6baa1 Dik6lik6muk6laai1tai4, * 3. Juni 1992 in Urumqi, Xinjiang, Volksrepublik China), besser bekannt als Dilraba, ist ein uigurisches Model, Schauspielerin und Sängerin aus China.

## Leben
Dilraba wurde am 3. Juni 1992 in Urumqi im autonomen Gebiet Xinjiang im Nordwesten der Volksrepublik China geboren. Sie ist Angehörige der muslimischen Minderheit der Uiguren und wuchs in einer traditionellen Künstlerfamilie auf. Ihr Vater war Sänger und ihre Mutter ist Hausfrau. Dilraba absolvierte die Shanghai Theatre Academy im Jahr 2014. Sie spricht Hochchinesisch, Uigurisch und Englisch.

## Werdegang
2013–2014

Dilraba gab ihr Schauspieldebüt mit der Hauptrolle im Fernsehdrama Anarhan (2013). Das Drama erhielt beim 30. Flying Goddess Award eine Nominierung für "Outstanding TV Series". Danach wurde sie bei Jay Walk Studio unter Vertrag genommen und nahm an der vom Unternehmen produzierten Web-Serie V Love teil. Dilraba erlangte Anerkennung, nachdem sie in dem beliebten Fantasy-Drama Swords of Legends (2014) mitgewirkt hatte.
2015–2016

Dilraba spielte in der romantischen Komödie Diamond Lover (2015) mit und wurde für ihre Rolle als frecher Popstar gefeiert. Sie gewann die Auszeichnung "Audience's Favourite Newcomer" bei den 7. China TV Drama Awards für ihre Leistung.
Im Jahr 2016 wurde Dilraba als die Hauptrolle im Sportdrama Hot Girl besetzt. Sie gewann die Auszeichnung "Outstanding New Actress" bei den ENAwards 2016 für ihre Leistung in der Serie. Im selben Jahr wurde sie in ihrer ersten Hauptrolle im romantischen Comedy-Film Mr. Pride vs Miss Prejudice (2017) in der Hauptrolle auf der Leinwand besetzt. Für ihre Leistung wurde sie beim China Britain Film Festival 2016 mit dem Preis für die beste neue Schauspielerin ausgezeichnet.
2017–2018

2017 spielte Dilraba die Hauptrolle im romantischen Komödiendrama Pretty Li Huizhen, einem Remake des südkoreanischen Dramas She Was Pretty. Sie gewann den Preis für die beste Schauspielerin beim China TV Golden Eagle Award. Als Nächstes spielte sie in dem Fantasy-Drama Eternal Love mit, das sowohl in China als auch international Popularität erlangte. Dilraba wurde so einem breiteren Publikum bekannt und wurde auch für den Preis als beste Nebendarstellerin beim Shanghai Television Festival nominiert. Im selben Jahr trat Dilraba der fünften Staffel von Keep Running als Darsteller bei. Sie spielte dann in dem historischen Liebesdrama The King's Woman und dem Fantasy-Film Namiya, der chinesischen Adaption des japanischen Romans Miracles of the Namiya General Store.
Im Jahr 2018 spielte Dilraba in der romantischen Komödie 21 Karat. Sie spielte dann in dem Wuxia-Liebesdrama The Flame's Daughter und dem Science-Fiction-Liebeskomödiendrama Sweet Dreams. Aufgrund ihrer wachsenden Beliebtheit wurde Dilraba beim 12. China Golden Eagle TV Art Festival zur Golden Eagle Goddess gekrönt.
Seit 2019

Im Jahr 2019 wird Dilraba in dem historischen Fantasy-Film Saga of Light mit Chang’e eine Hauptrolle spielen. Sie wurde auch angekündigt, in dem Fantasy-Drama Three Lives Three Worlds, The Pillow Book mitzuspielen und ihre Rolle aus Eternal Love zu wiederholen.

## Vermerke
Dilraba ist eine der gefragtesten Markenbotschafter in China; sie ist in zahlreichen Werbefilmen zu sehen. Sie unterstützt mehrere Marken wie Yves Saint Laurent, Adidas, L’oreal Paris und Mikimoto. P & Gs Whisper verzeichnete einen Umsatzanstieg, nachdem er Dilraba als Sprecher verpflichtet hatte. Dilraba hat ihren Vertrag mit Dolce & Gabbana nach einem rassistischen Werbevorfall in China beendet.

## Filmografie
- 2015: Fall in Love Like a Star
- 2017: Mr. Pride vs Miss Prejudice
- 2017: Namiya
- 2018: 21 Karat
- 2019: Saga of light

Fernsehserien
- 2013 Anarhan
- 2014 Swords of Legends
- 2014 V Love
- 2014 Cosmetology High
- 2014 The Sound of Desert
- 2015 The Backlight of Love
- 2015 Diamond Lover
- 2016 Legend of Ban Shu
- 2016 The Ladder of Love
- 2016 Six Doors
- 2016 Hot Girl
- 2017 Pretty Li Huizhen
- 2017 Eternal Love
- 2017 The King’s Woman
- 2018 The Flames Daughter
- 2018 Sweet Dreams
- 2019 Three Lives Three Worlds, The Pillow Book
- 2020 Love Advanced Customization
- 2021 Princess Changge